# Adam Szal
Adam Szal (Wysoka, voivodia da Subcarpática, Polônia, 24 de dezembro de 1953) é um clérigo polonês e arcebispo católico romano de Przemyśl.
O Arcebispo de Przemyśl, Ignacy Tokarczuk, ordenou-o sacerdote em 31 de maio de 1979.
O Papa João Paulo II nomeou-o bispo titular de Lavellum e bispo auxiliar em Przemyśl em 18 de dezembro de 2000. Foi ordenado bispo pelo Arcebispo de Przemyśl, Józef Michalik, em 14 de janeiro de 2001; Os co-consagradores foram Stefan Moskwa, bispo auxiliar em Przemyśl, e Edward Eugeniusz Bialoglowski, bispo auxiliar em Rzeszów. Ele escolheu Gloria Tibi, Trinitas como lema.
Em 30 de abril de 2016, o Papa Francisco nomeou-o Arcebispo de Przemyśl. A posse ocorreu no dia 21 de maio do mesmo ano.